# Pareuchiloglanis abbreviatus
Pareuchiloglanis abbreviatus es una especie de peces de la familia Sisoridae en el orden de los Siluriformes.

## Morfología
• Los machos pueden llegar alcanzar los 11,2 cm de longitud total.

## Distribución geográfica
Se encuentra en el río Mekong.